# 22922 Sophiecai
22922 Sophiecai este un asteroid din centura principală de asteroizi.

## Descriere
22922 Sophiecai este un asteroid din centura principală de asteroizi. A fost descoperit pe 2 octombrie 1999 la Socorro, New Mexico, în cadrul proiectului LINEAR. Asteroidul prezintă o orbită caracterizată de o semiaxă mare de 2,36 ua, o excentricitate de 0,13 și o înclinație de 7,7° în raport cu ecliptica.